# Carl William Zweck

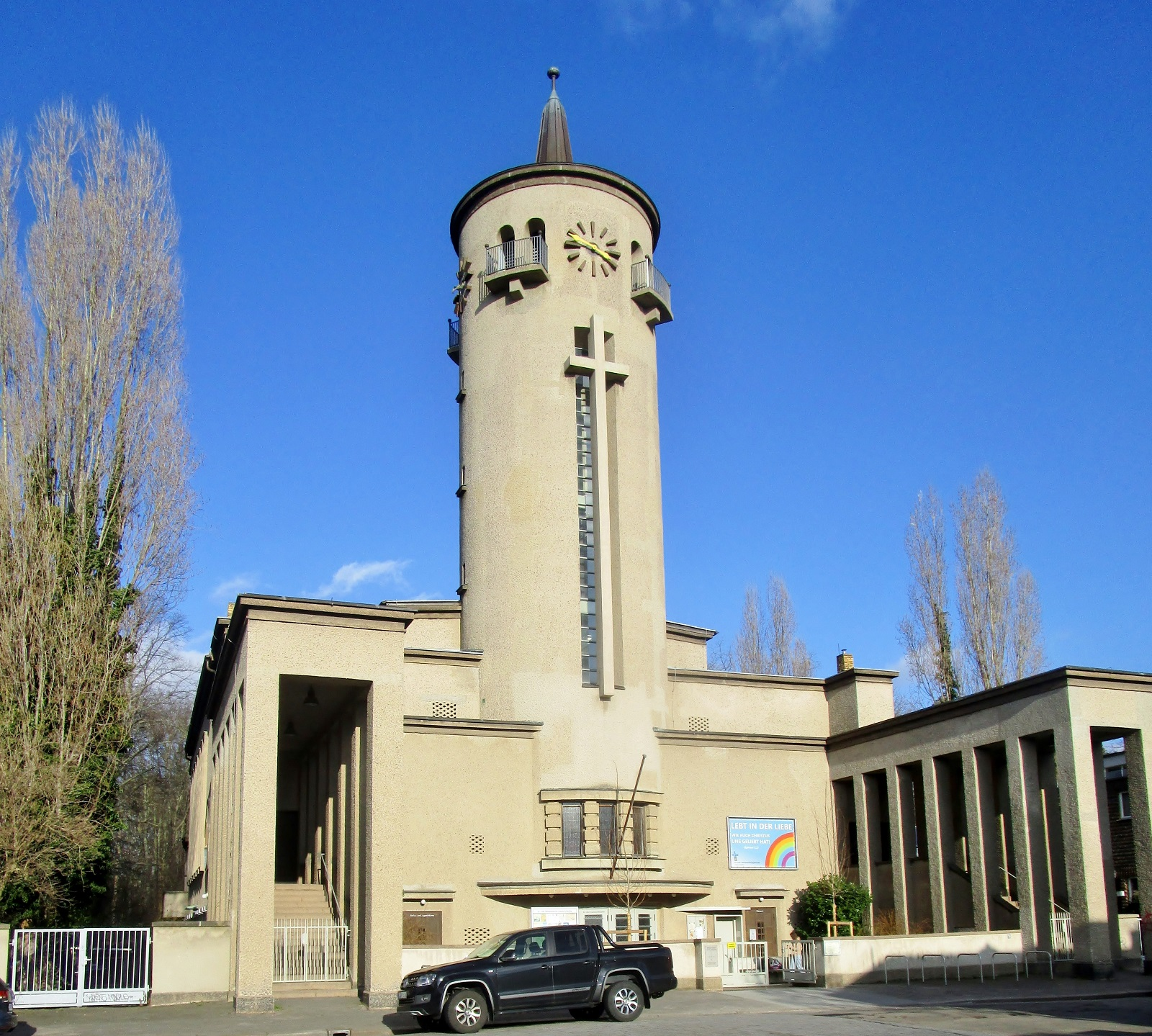
Bethanienkirche in Leipzig (2025)

Carl William Zweck (geb. 27. September 1878 in Leipzig; gest. 1. September 1951 ebenda) war ein deutscher Architekt in Leipzig.

## Leben und Werk
Zweck arbeitete seit 1920 mit Hans Voigt zusammen im Architektenbüro Zweck & Voigt. Das Büro entwarf im Stil der Neuen Sachlichkeit viele Bauten in Leipzig. Als sein Hauptwerk zusammen mit Hans Voigt gilt das mit stilistischen Anklängen an Neue Sachlichkeit und Art déco erbaute Neue Grassimuseum. Es war seinerzeit der modernste Museumsbau in Deutschland. Zumindest vom Grassimuseum ist der Entwurf noch erhalten. Aus diesem Büro kam auch der Entwurf für die Bethanienkirche in Schleußig. Das Büro Zweck & Voigt ging auch über die Planung von Einzelgebäuden und Anlagen hinaus und betätigte sich in stadtplanerischer Hinsicht. Das zeigt ein Neubaugebiet im Leipziger Ortsteil Engelsdorf. Das Projekt wurde allerdings so nicht ausgeführt. Im Jahre 1937 gestalteten Zweck & Voigt die Erdgeschossfassade der Lutherburg in der Wittenberger Straße.
Zwecks Grab befindet sich auf dem Friedhof Gohlis in Leipzig.

## Weitere Bauwerke von Zweck & Voigt (Auswahl)
- Wiederaufbau des im Kapp-Putsch zerstörten Volkshauses in Leipzig, Südstraße 30/32 (heute Karl-Liebknecht-Straße), 1920
- Wohnhäuser Kirschbergstraße 4, 6, 6a in Leipzig, 1922
- Wettbewerbsentwurf für die Umgestaltung des Augustusplatzes in Leipzig (prämiert mit einem 3. Preis), 1927
- Heldendenkmal in Markranstädt, 1924
- Stadtsparkasse in Rochlitz, 1927
- Wohnhaus Voigt Kleiststraße 47 in Leipzig, 1928
- Blumenhalte Tietze Theresienstraße 75 Leipzig, 1930/31
- Wohnhaus Ehrensteinstraße 39 Leipzig, 1926/27[4]
- Vereinshaus Kleingartenanlage Südvorstadt Schleußiger Weg 2 Leipzig, 1929 (verändert)[5]
- Entwurf zum Ev.luth Diakonissenhaus, Feierabendheim in Leipzig-Lindenau, ca. 1932[6]
- Bethanienkirche (Leipzig) Stieglitzstraße 42 Leipzig, 1931

1927 führten Zweck und Voigt nach Entwurf von Paul Schultze-Naumburg den „rebarockisierenden“ Umbau des Schlosses Zöbigker in Markkleeberg-Zöbigker aus.